# Microcalicha tomarmia
Microcalicha tomarmia är en fjärilsart som beskrevs av Felix Bryk 1942. Microcalicha tomarmia ingår i släktet Microcalicha och familjen mätare. Inga underarter finns listade i Catalogue of Life.